# Ау, Юлиуш
Юлиуш Ау (пол. Julius Au; 11 апреля 1842, Познань — 8 сентября 1888, Дубляны Австро-Венгрия) — польский учёный-экономист, педагог, профессор. Первый директор Высшей сельскохозяйственной школы в Дублянах (ныне Львовский национальный аграрный университет). Кандидат экономических наук.

## Биография
В 1862—1866 годах обучался в университетах Гейдельберга и Гогенгейма, позже до 1867 года продолжил учёбу в Высшей сельскохозяйственной школе в Поппельсдорфе (ныне в черте Бонна, Германия).
С 1868 года — доцент Высшей сельскохозяйственной школе в Бонне-Поппельсдорфе, с 1870 года — директор Высшей сельскохозяйственной школы в Жабикове (ныне в составе г. Любонь, Великопольское воеводство); затем, профессор экономики и сельскохозяйственного администрирования.

## Научная деятельность
Занимался научными исследованиями в области статистических наук, обрабатывал их значение для сельского хозяйства; автор новой системы создания Высших аграрных школ в Галиции, в частности, разработал концепцию Высшей сельскохозяйственной школы в Дублянах. Первый директор этой школы в 1878—1879 годах. Подарил свою личную библиотеку, состоящую из нескольких тысяч книг Обществу братской помощи студентов в Дублянах.
Член многочисленных научных и хозяйственных обществ, противник социализма. Автор многих научных трудов, статей и монографий. Внёс большой вклад в создание «Encyklopedii rolniczej» («Сельскохозяйственной энциклопедии»).

## Избранные публикации
- Socjalizm jako objaw choroby spolecznej, Poznan, 1878;
- Nauka rachunkowoscci do potrzeb gospodarstwa wiejskiego, Warszawa, 1869;
- Nauka rachunkowoscci do potrzeb gospodarstwa wiejskiego, Warszawa, 1869;
- Historya Krajowej Wyzszej Szkoly Rolniczej w Dublanach, Roczniki Krajowej Wyzszej Szkoly Rolniczej w Dublanach, Lwow, 1888;
- O znaczeniu nawozow pomocniczych dla gospodarstwa spolecznego i prywatnego, Poppelsdorf, 1867.